# Городенка-Місто
Городенка-Місто — зупинний пункт Івано-Франківської дирекції Львівської залізниці між станцією Городенка-Завод та зупинним пунктом Ясенів-Пільний.
Зупинний пункт знаходиться ближче до центру міста Городенка Івано-Франківської області, на якому зупиняється лише один приміський потяг сполученням Коломия — Заліщики — Коломия.